# Occhiobello
Occhiobello – miejscowość i gmina we Włoszech, w regionie Wenecja Euganejska, w prowincji Rovigo.
Według danych na rok 2004 gminę zamieszkiwały 9834 osoby, 307,3 os./km².
W miejscowości jest przystanek kolejowy Occhiobello.

## Bibliografia

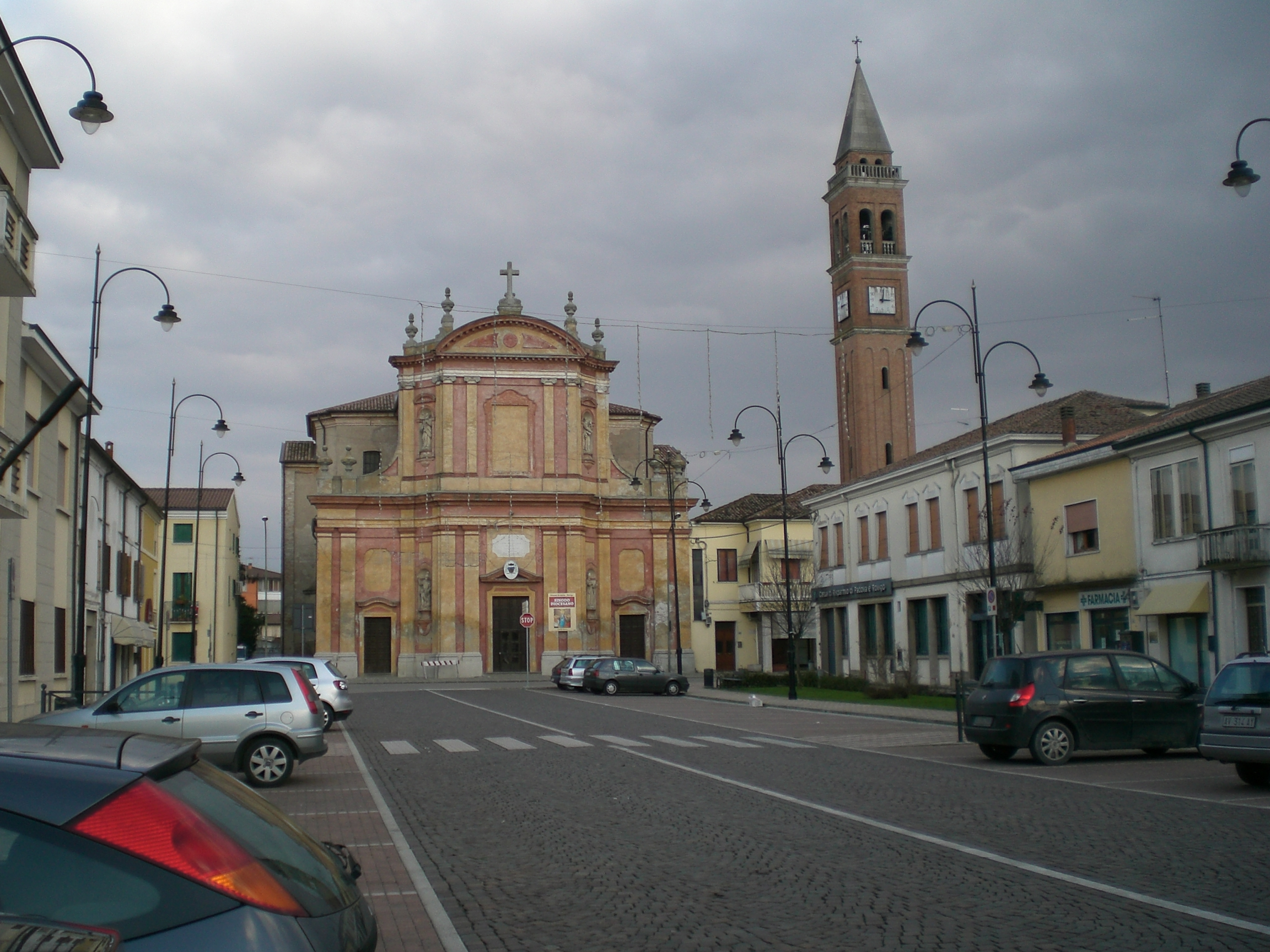
Widok na kościół San Lorenzo

## Miasta partnerskie
- Mennecy